# TV Sud Provence
Pour les autres chaînes du réseau TV Sud, voir TV Sud.
TV Sud Provence (autrefois appelée La Chaîne Marseille ou LCM) est une chaîne de télévision généraliste locale privée française diffusée dans les Bouches-du-Rhône, notamment au sein de l'agglomération marseillaise et aixoise, principalement sur le réseau TNT locale, du 7 octobre 2005 au 3 mai 2016.

## Histoire de la chaîne

### Débuts
Le projet TV7 Marseille est sélectionné par le CSA pour commencer à émettre en octobre 2005. Finalement, la chaîne est lancée sous le nom de La Chaîne Marseille (ou LCM en abrégé) le 7 octobre 2005. La chaîne est fondée notamment par Pierre Boucaud (premier directeur général) et Philippe Bes (premier directeur de l'information et des programmes). En quelques mois, elle devient alors la 3e chaîne locale de France, derrière celle de l'agglomération de Lyon (TLM) et celle de Bordeaux (TV7), avec 87 300 téléspectateurs par jour et 335 200 par semaine[réf. souhaitée].
Avec des moyens techniques modernes et 40 salariés, LCM souhaite renouveler l’audience des médias locaux conventionnels, en tentant d'attirer un profil de téléspectateurs plus jeune, plus actif et surtout plus nombreux[réf. souhaitée]. La chaîne se présente comme une télévision de proximité axée sur l'information locale. Elle entend se positionner comme le nouveau référent d’information marseillaise.
Média de proximité et participatif, LCM souhaite devenir la chaîne de télévision de tous les marseillais. Elle ouvre son antenne aux acteurs de la vie locale et aux habitants de la cité phocéenne.
Diffusant 24/24h, sa grille de programmes est axée sur l'actualité de proximité.

#### Premières difficultés et reprise
Progressivement, les actionnaires historiques, confrontés aux difficultés économiques récurrentes des télévisions locales souhaitent se désengager en 2008. Le 2 juillet 2009, Jean-Pierre Foucault annonce qu'il quitte son poste de président du conseil d'administration et confirme que des négociations seraient en cours pour sauver cette télévision locale en difficulté. Le 10 octobre 2009, la chaîne annonce avoir trouvé un repreneur en la personne de Bertrand Bigay, président de Cityvox, entouré de Patrick Siri, Vincent Deruelle, Jacques Hubinet et Yankel Murciano.
Conçu autour de l'ultra-proximité, ce projet s’inscrit dans la continuité et s’appuie sur les compétences de l’équipe actuelle, soit une quarantaine de salariés. La chaîne développe aussi son activité sur Internet. Le 1er décembre 2009, Patrick Siri devient le président de la chaîne et Bertrand Bigay le directeur général.

### Reprise par Médias du Sud
Le 8 novembre 2011, la chaîne annonce rejoindre le groupe Médias du Sud (dirigé par Christophe Musset et Pierre-Paul Castelli) qui détient déjà les télévisions locales TV Sud Montpellier et TV Sud Camargues-Cévennes. L'objectif de Médias du Sud est de constituer un groupe de télévisions régionales dans le sud de la France. LCM change alors de logo et d'habillage le 12 mars 2012 pour marquer son appartenance au groupe, et en profite pour passer au 16:9, repensant également sa grille. Quelques projets impliquant les autres chaînes de Médias du Sud voient le jour, tel que le 22/Minuit, un journal abordant d'un angle « du Sud » l'actualité locale, nationale et internationale.

### LCM devient TV Sud Provence
En 2014, décision est prise de changer le nom de la chaîne marseillaise pour celui de TV Sud Provence afin de mieux marquer son affiliation au groupe Médias du Sud (conformément aux noms déjà utilisés pour les autres chaînes du groupe) et de régionaliser davantage ses programmes.
Le 7 mai 2015, LCM est alors rebaptisée TV Sud Provence et la chaîne élargit par la suite sa zone de diffusion. Une nouvelle grille est alors repensée, un actionnariat renouvelé, et une équipe reforgée. À titre d'exemple, la nouvelle émission C'est le moment contribue à faire connaître la chaîne, va à la rencontre des marseillais et traite de multiples sujets de divertissement. Cette émission a pris la suite de La grande émission diffusée avant mai 2015 et présentée par Alexandra Galdon.
Christian Bartoli devient le nouveau président de la chaîne et en assure la gestion avec sa société Studio 555. Le magnat marseillais de la production pornographique arrive avec de grandes ambitions, mais verra ses projets contrariés par une réalité économique bien dure[réf. nécessaire]. 

### Interruption des programmes
Au bout de quelques mois, TV Sud Provence rencontre rapidement des difficultés économiques. Les conditions de travail hors du cadre légal et le non-paiement des salaires pendant plusieurs mois, incitent la plupart des salariés (techniciens, journalistes, et notamment le rédacteur en chef) de la chaîne à faire grève : presque tous les programmes sont alors stoppés. 
Le 3 mai 2016, TV Sud Provence cesse sa diffusion sur l'ensemble de ses canaux (TNT, IPTV...), puis quelques jours plus tard sur son flux Dailymotion, sans donner d'explication. Fin mai, le site web de la chaîne ainsi que sa page Facebook deviennent inaccessibles. Comme l'annonceront certains médias, la situation est la résultante de la liquidation judiciaire de la chaîne, prononcée le 12 mai 2016. 
Le projet Provence Azur, sélectionné par le CSA le 29 juin 2016 à la suite des auditions des quatre candidats le 9 juin 2016, fait suite à l'arrêt de TV Sud Provence et devrait finalement débuter sa diffusion dès 2017,,.

## Identité visuelle

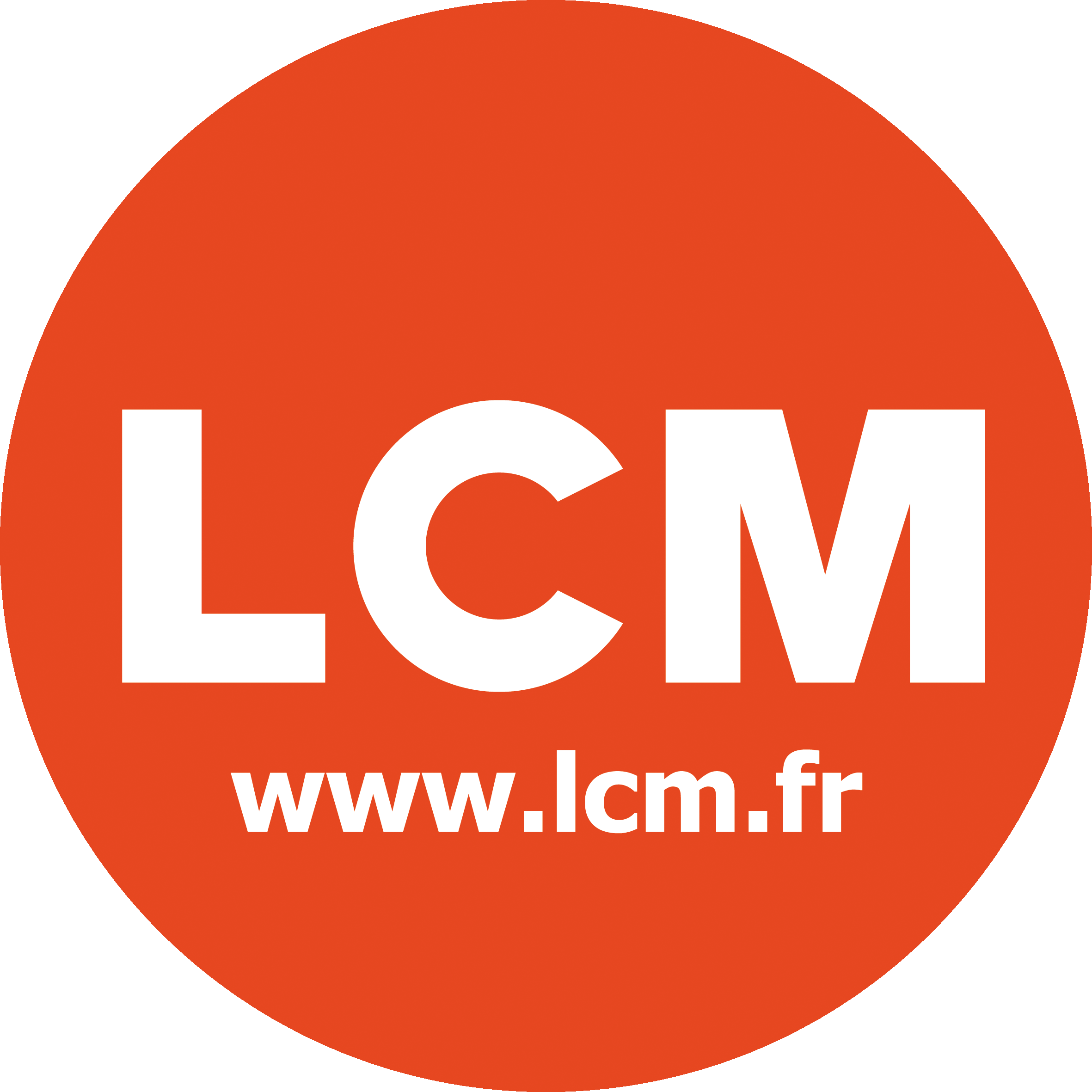
Logo de La Chaîne Marseille du 7 octobre 2005 au 12 mars 2012.
Logo de La Chaîne Marseille du 12 mars 2012 au 7 mai 2015.
Logo de TV Sud Provence du 7 mai 2015 au 3 mai 2016.

## Organisation
TV Sud Provence est une chaîne privée et commerciale dont l’actionnariat regroupe des acteurs économiques marseillais ainsi que des professionnels de la télévision et des médias.

### Registre
TV Sud Provence est enregistrée au R.C.S de Marseille sous le matricule 480 984 517.

## Programmes
L'antenne met l'accent sur l'actualité, le sport, la culture, l’économie, la politique et les faits de société. TV Sud Provence utilise la multi-diffusion quotidienne de magazines thématiques à portée locale et régionale.

### Actualité
| Nom de l'émission       | Description | Horaires                     | Présentation                         | Date de la première diffusion |
| ----------------------- | --- | ---------------------------- | ------------------------------------ | ----------------------------- |
| Le 19/30                | Toute l'actualité locale, toutes les images au plus près des événements                                                                | Du lundi au vendredi à 19h30 | Thierry Trésor puis Narjasse Kerboua | 7 mai 2015                    |
| Météo                   | Bulletin météo régionale | -                            | -                                    | 2005                          |
| Le talk                 | Débats autour d'un événement (actuellement, la seule édition du talk fut celle des régionales de 2015, composée de quelques émissions) | -                            | Thierry Trésor                       | Fin 2015                      |
| Tryptik                 | Magazine consacré à l'actualité urbaine                                                                                                | -                            | -                                    | mi-2015                       |
| Le 12/14                | Toute l'actualité locale à la mi-journée                                                                                               | Du lundi au vendredi à 12h30 | Thierry Trésor puis Narjasse Kerboua | 8 mai 2015                    |
| Les infos de la semaine | L'actualité de la semaine | Le week-end à 12h30 et 19h30 | Julia Vial                           | mai 2015                      |

### Culture/Divertissement
| Nom de l'émission                              | Description | Horaires                   | Présentation           | Date de la première diffusion |
| ---------------------------------------------- | --- | -------------------------- | ---------------------- | ----------------------------- |
| C'est dans la boîte                            | Adaptation de la matinale diffusée jusqu'à fin 2015 | -                          | Laurie Médina          | mi-2015                       |
| C'est le moment                                | Émission abordant un sujet avec un invité venant présenter sa spécialité                                                                                        | Du lundi au vendredi à 19h | Sylvie Zerbib          | 1er juin 2015                 |
| Adoptez-moi                                    | Chronique de C'est dans la boîte consacrée à l'adoption d'animaux se trouvant dans un refuge de la SPA, présente deux animaux (un chat et un chien) par épisode | -                          | -                      | mi-2015                       |
| Café Croissant                                 | Chronique de C'est dans la boîte animée par Laurent Febvay dans laquelle il va à la rencontre des marseillais sous un angle humoristique                        | -                          | Laurent Febvay         | mi-2015                       |
| Les caméras trop bien cachées de Pascal Sellem | Caméras cachées dans Marseille avec Pascal Sellem | -                          | Pascal Sellem          | septembre 2015                |
| Kamel & Pascal à domicile                      | Variante | -                          | Pascal Sellem et Kamel | septembre 2015                |

### Autres émissions
| Nom de l'émission | Description | Horaires                                                 | Présentation             | Date de la première diffusion |
| ----------------- | --- | -------------------------------------------------------- | ------------------------ | ----------------------------- |
| Panoramas         | Programme court d'une à deux minutes présentant des images d'une zone de la région provençale sur fond musical | Entre la plupart des émissions                           | -                        | 7 mai 2015                    |
| Play'List         | Clips musicaux                                                                                                 | -                                                        | -                        | mi-2015                       |
| Euroshopping      | Émission de téléachat                                                                                          | Tous les jours de 2h à 4h, en fin de matinée le week-end | -                        | aux environs de 2009          |
| Top Buzz          | Top 10 de vidéos drôles en provenance du web                                                                   | -                                                        | Sylvie Zerbib (voix off) | fin 2015                      |

### Émissions coproduites
Ces émissions sont diffusées sur la plupart des chaînes locales françaises.
| Nom de l'émission | Description                                              | Horaires                   | Présentation    | Date de la première diffusion |
| ----------------- | -------------------------------------------------------- | -------------------------- | --------------- | ----------------------------- |
| Grand Tourisme    | Magazine automobile                                      | Plusieurs fois par semaine | -               | -                             |
| Ci-Né-Ma          | Magazine de l'Agence Ciné consacré à la sortie des films | Plusieurs fois par semaine | Bernard Montiel | -                             |
| 1 2 3 Musette     | Émission consacrée à l'accordéon                         | Plusieurs fois par semaine | Jérôme Richard  | -                             |

### Séries et films
La première saison de la web fiction marseillaise Ferry Boat fut diffusée sur LCM durant l'année 2008, accompagné d'une émission making-of humoristique, le JT FB.Ouf.
Une seconde web-série créée en 2009 est diffusée sur LCM sous le nom de « Brèves de Marseille ».
 Cela se passe de nos jours, dans une librairie d'un quartier populaire de Marseille. Quatre personnages hauts en couleur : Pisto (Marc Pistolesi), le patron fainéant de la librairie, Stéphane (Yann Pradal), son ami dépressif, Pascal (David Mandal), le rasta-man, meilleur ami de Pisto et Cécile (Aurore Pourteyron), la bombe du quartier, lisent la presse, les revues, les livres... tous les matins et commentent les faits à leur manière. Abordant tous les sujets, qu’ils soient sérieux, graves, ou totalement dérisoires, les quatre compères donnent leur vision décalée de l’actualité et de tout ce qui touche à la vie marseillaise.
La série Draculi & Gandolfi est diffusé en 2012 et 2016 avec Jean-Pierre Castaldi Anthony Joubert, Laurent Artufel, Karine Lima et Michel La Rosa a été diffusée. Série réalisée par Guillaume Sanjorge,,,,.
Le film Passionnaimants d'Alexandre Laugier est diffusé en décembre 2013 puis en février 2016 sur la chaîne. Il s'agit d'un film autobiographique tourné notamment à Marseille retraçant l'histoire de la romance de deux adolescents, Alexandre et Roxane, séparés par leurs parents respectifs durant quelques mois et ne communiquant que par lettre postale durant cette période alors qu'ils habitent à neuf numéros de distance dans la même rue.

#### Divers
Les matchs de l'Olympique de Marseille ont été retransmis en différé durant la saison 2005-2006.

#### Programmes disparus
- Bonjour Marseille : matinale consacrée au débat et à l'actualité (diffusé en 2005)
- Le 22/minuit : tous les soirs de 22h à minuit toute l'info locale, nationale et internationale, présenté par Julien Desvages (occasionnellement Christophe Chay) et Rudy Dahan pour le JT Sport, de septembre 2012 au début de l'année 2014
- Le Forum : débat autour d'une personnalité face à la presse (mardi à 21h00)
- Retour sur actu : décryptage des faits marquants de l'actualité de la semaine, présenté par Julien Desvages avec Jean-Laurent Bernard, rédacteur en chef de France Bleu Provence (vendredi à 21h00)
- La Grande Émission : Chaque jour, un tour d'horizon des loisirs, de la culture et des divertissements dans les Bouches-du-Rhône (remplacé par C'est le moment depuis mai 2015)
- Total Look : accompagner une marseillaise dans un relooking total : coiffure, esthétique et mode (vendredi à 18h00)
- Blisson & Co. : l'émission économique présentée par Yves Blisson (remplacé par Sud Business, également présenté par Y. Blisson, depuis mai 2015)
- Médium en direct : un médium répond aux questions (du lundi au vendredi à 17h)
- Infos 360° : l'information nationale et internationale dans un journal en tout images d'une dizaine de minutes, présenté par Julia Vial et diffusé de mai 2015 à fin 2015
- Le Phocéen - Le Talk Show : toute l'actualité de l'OM, présentée par l'équipe du site internet lephoceen.fr (remplacé par Fou 2 Foot)
- C Foot : émission consacrée au football diffusée jusqu'à mi-2011 (remplacé par Le Phocéen - Le talk show, par LCM Sports puis par Fou 2 Foot)
- LCM Sports : émission consacrée au sport, assez axée sur le football (remplacé par Fou 2 Foot pour le football)
- Jackpot TV/Sud Pasino  : jeux de casino (« la boule Deluxe »/poker) (toutes les nuits jusqu'à début 2014)
- Céleste : magazine consacré à une zone touristique dans la zone de Marseille
- Game in TV : émission consacrée aux jeux vidéo
- C Nouveau : chronique de La Grande Émission où un artiste joue en live une musique de sa composition (substitué par PlayList)

## Diffusion
La chaîne diffuse ses programmes en analogique jusqu'en 2011 en VHF sur la fréquence 192 MHz. Elle est également disponible en 576i dégradé à partir du 13 septembre 2007 sur la TNT dans l'agglomération de Marseille puis dans une zone élargie à partir de mai 2015.
Le CSA annonce retenir la chaîne pour le passage national de la TNT en haute définition prévu pour le 5 avril 2016. Cependant, la chaîne passe en MPEG-4 mais continue de diffuser en SD jusqu'à l'interruption de sa diffusion en mai 2016. 
À partir du 3 mai 2016, elle devient totalement absente du multiplex R1 ainsi que partout ailleurs (box, flux Dailymotion accessible via le site...),.
La chaîne locale marseillaise passe au 16:9 le 12 mars 2012 à l'occasion de sa nouvelle formule.